# هوانگ سوک جونگ
هوانگ سوک جونگ (کره‌ای: 황석정؛ زادهٔ ۲ فوریه ۱۹۷۱) بازیگر اهل کره جنوبی است. او بیشتر نقش مکمل زن در فیلم‌ها و مجموعه‌های تلویزیونی از جمله میسنگ: زندگی ناتمام (۲۰۱۴) و او زیبا بود (۲۰۱۵) شناخته می‌شود.

## فیلم‌شناسی

### فیلم
| سال  | عنوان                                   | نقش                           |
| ---- | --------------------------------------- | ----------------------------- |
| ۲۰۰۱ | مراقب گربه‌ام باش                        | آجومای رئیس روستا / زن تهیدست |
| ۲۰۰۲ | جانگل جوس                               | مرغ ماهی‌خوار ۱                |
| ۲۰۰۴ | Twentidentity                           |                               |
| ۲۰۰۴ | آخرین گرگ                               | مربی پیست                     |
| ۲۰۰۴ | رقص با باد                              | پرستار هی سون                 |
| ۲۰۰۴ | خانه ارواح                              | مهمان‌دار عالی                 |
| ۲۰۰۴ | یک پسر بد (فیلم کوتاه)                  |                               |
| ۲۰۰۵ | آقای کدبانو                             | کدبانو یانگ سونگ جا           |
| ۲۰۰۶ | گمشده در عشق                            | هه جونگ                       |
| ۲۰۰۶ | بزرگان                                  | کارآگاه هوانگ                 |
| ۲۰۰۶ | چگونه کمبود عشق بر دو مرد تأثیر می‌گذارد | سوپر وومن                     |
| ۲۰۰۷ | زوج عالی                                | زن نویسنده                    |
| ۲۰۰۸ | دیوانه انتظار                           | معلم تاریخ کره                |
| ۲۰۰۸ | عشق من یوری                             | زن سان دو جوک                 |
| ۲۰۰۸ | سلام دختربچه مدرسه‌ای                    | پروفسور ها                    |
| ۲۰۰۹ | رفتن به مریخ                            |                               |
| ۲۰۱۰ | دریای زرد                               | دلال دلار                     |
| ۲۰۱۱ | همسایه‌های بامزه                         | اوک اوک جا                    |
| ۲۰۱۲ | د ساک آپ پروجکت: مستر اکس‌اکس‌اکس-کیسر    | آجوما در اداره بیمه           |
| ۲۰۱۲ | کارمند شرکت                             | صاحب کافه                     |
| ۲۰۱۲ | سینمای خانواده                          | همسر مالک                     |
| ۲۰۱۳ | ۴۸ متر                                  | ری سون بوک                    |
| ۲۰۱۳ | مرده و                                  | یون مو                        |
| ۲۰۱۳ | فیک                                     | مادر یونگ سون                 |
| ۲۰۱۴ | یون هی                                  | میونگ جا                      |
| ۲۰۱۴ | دختر ستلایت و شیر گاو                   | جادوگر شمال (صدا)             |
| ۲۰۱۴ | زندگی درخشان من                         | هله‌لویا ۱                     |
| ۲۰۱۴ | تاریخ مدرت درخشان                       | مادر سونی (صدا)               |
| ۲۰۱۵ | ولیعهد هونگ                             |                               |
| ۲۰۱۶ | عشق پاک                                 | مادر گه دوک                   |
| ۲۰۱۸ | کلیدهایی برای دل                        | رئیس بخش کانگ                 |
| ۲۰۱۹ | رزباد                                   | هان میونگ هی                  |
| ۲۰۲۲ | ۲۰۳۷                                    | لی را                         |

### مجموعه تلویزیونی
| سال  | عنوان                         | نقش                                        | شبکه           |
| ---- | ----------------------------- | ------------------------------------------ | -------------- |
| ۲۰۰۷ | نه آخر دو بیرون               | جانگ چو جا                                 | ام‌بی‌سی         |
| ۲۰۰۷ | اس کلینیک                     | گه جاک دو                                  | سوپر اکشن      |
| ۲۰۰۸ | پرونده قتل بازیگر زن اروتیک   | معلم پارک                                  | اوسی‌ان         |
| ۲۰۰۹ | توتا فمیلی                    | ما تو                                      | ئی‌بی‌اس         |
| ۲۰۱۰ | باغ مخفی                      | صاحب سونای خشک کره‌ای                       | اس‌بی‌اس         |
| ۲۰۱۱ | دراما سیتی «برای پسرش»        | میونگ هوا                                  | کی‌بی‌اس۲        |
| ۲۰۱۱ | عشق رز                        | ما ری                                      | جی‌تی‌وی         |
| ۲۰۱۲ | مرد بی‌گناه                    | آجومای همسایه (حضور افتخاری)               | کی‌بی‌اس۲        |
| ۲۰۱۳ | ملکه اداره                    | هان بوم مان                                | کی‌بی‌اس۲        |
| ۲۰۱۳ | عشق مخفی                      | ساندرا هوانگ                               | کی‌بی‌اس۲        |
| ۲۰۱۴ | روزهای فوق‌العاده              | چوی جه سوک                                 | کی‌بی‌اس۲        |
| ۲۰۱۴ | خاطرات نگهبان شب              | دانگ‌کول اومی                               | ام‌بی‌سی         |
| ۲۰۱۴ | کشف عشق                       | صاحب رستوران                               | کی‌بی‌اس۲        |
| ۲۰۱۴ | میسنگ: زندگی ناتمام           | کیم سون جو                                 | تی‌وی‌ان         |
| ۲۰۱۴ | جادوگران افسانه‌ای             | همسر اوه مان بوک                           | ام‌بی‌سی         |
| ۲۰۱۴ | کارآگاهان دبیرستان دخترانه    | لی یو جو                                   | جی‌تی‌بی‌سی       |
| ۲۰۱۵ | پشتکار گو هه را               | نویسنده اوم                                | ام‌نت           |
| ۲۰۱۵ | سقوط برای بی‌گناهی             | مادر فرد بیمار (مهمان)                     | جی‌تی‌بی‌سی       |
| ۲۰۱۵ | بیا بخوریم ۲                  | کیم می ران                                 | تی‌وی‌ان         |
| ۲۰۱۵ | نجات خانواده                  | آشپز بیمارستان سوریم                       | کی‌بی‌اس۱        |
| ۲۰۱۵ | ماسک                          | هوانگ مال جا                               | اس‌بی‌اس         |
| ۲۰۱۵ | زمانی که عاشق نبودیم          | مسافر ایرلاین با سگ (بازیگر مهمان، قسمت ۳) | اس‌بی‌اس         |
| ۲۰۱۵ | او زیبا بود                   | کیم را را                                  | ام‌بی‌سی         |
| ۲۰۱۶ | پنیر در تله                   | پروفسور کانگ                               | تی‌وی‌ان         |
| ۲۰۱۶ | وکیل من آقای جو               | هوانگ ئه را                                | کی‌بی‌اس۲        |
| ۲۰۱۶ | دابلیو                        | نویسنده وب‌تون (حضور افتخاری)               | ام‌بی‌سی         |
| ۲۰۱۶ | گابلین                        | روح                                        | تی‌وی‌ان         |
| ۲۰۱۷ | روبی روبی لاو                 | دان هو باک                                 | ناور آن استایل |
| ۲۰۱۷ | شورشی: دزدی که از مردم می‌دزدد | وول ها مه                                  | ام‌بی‌سی         |
| ۲۰۱۷ | دمای عشق                      | پارک اون سونگ                              | اس‌بی‌اس         |
| ۲۰۱۷ | چون این اولین زندگیمه         | نویسنده هوانگ                              | تی‌وی‌ان         |
| ۲۰۱۸ | معجزه‌ای که ملاقات کردیم       | لیم دو هی                                  | کی‌بی‌اس۲        |
| ۲۰۱۸ | عالیجناب                      | لی ها یون                                  | اس‌بی‌اس         |
| ۲۰۲۲ | دکتر روح                      | خانم کیم                                   | تی‌وی‌ان         |
| ۲۰۲۲ | معشوقه بدشانس                 | [ ۱۰ ]                                     | کی‌بی‌اس۲        |

### ورایتی شو
| سال  | عنوان                    | شبکه          | توضیحات               |
| ---- | ------------------------ | ------------- | --------------------- |
| ۲۰۱۴ | گوسوهان کانگ یونگ سوک ۱۹ | تی‌وی‌ان        |                       |
| ۲۰۱۵ | کیف دستی قرمز            | کی‌بی‌اس دابلیو |                       |
| ۲۰۱۵ | مامان داره می‌بینه        | جی‌تی‌بی‌سی      | عضو بازیگران          |
| ۲۰۱۸ | پادشاه خواننده نقابدار   | ام‌بی‌سی        | شرکت کننده (قسمت ۱۵۱) |
| ۲۰۲۲ | ماشین عشق                | ئی‌بی‌اس        | راوی / مستند طبیعت    |

## تئاتر موزیکال
| سال  | عنوان   | عنوان کره‌ای | نقش | منابع  |
| ---- | ------- | ----------- | --- | ------ |
| ۲۰۲۱ | شاه لیر | 리어왕      |     | [ ۱۲ ] |

## جوایز و نامزدی‌ها
| سال  | جوایز                            | دسته                                      | اثر نامزد شده | نتیجه    |
| ---- | -------------------------------- | ----------------------------------------- | ------------- | -------- |
| ۲۰۱۵ | چهارمین جوایز ستارگان ای‌پی‌ای‌ان   | بهترین بازیگر نقش مکمل زن                 | او زیبا بود   | نامزدشده |
| ۲۰۱۵ | سی و چهارمین جوایز درامای ام‌بی‌سی | بهترین بازیگر نقش مکمل زن در یک مینی‌سریال | او زیبا بود   | برنده    |